# Trionfo della Morte (Palermo)
Il Trionfo della Morte è un affresco staccato (600×642 cm) conservato nella Galleria regionale di Palazzo Abatellis a Palermo. Oltre ad essere uno dei migliori dipinti su questo tema, è l'opera più rappresentativa della stagione "internazionale" in Sicilia, culminata durante i regni di Ferdinando I (1412) e di Alfonso V d'Aragona (che nel 1416 fece di Palermo la sua base per la conquista del Regno di Napoli). Non si conosce il nome dell'autore (indicato come un generico Maestro del Trionfo della Morte) e viene datato al 1446 circa., anche se lo storiografo Gioacchino Di Marzo attribuì ad Antonio Crescenzio un Trionfo della morte che potrebbe essere quello al momento di autore ignoto..

## Storia

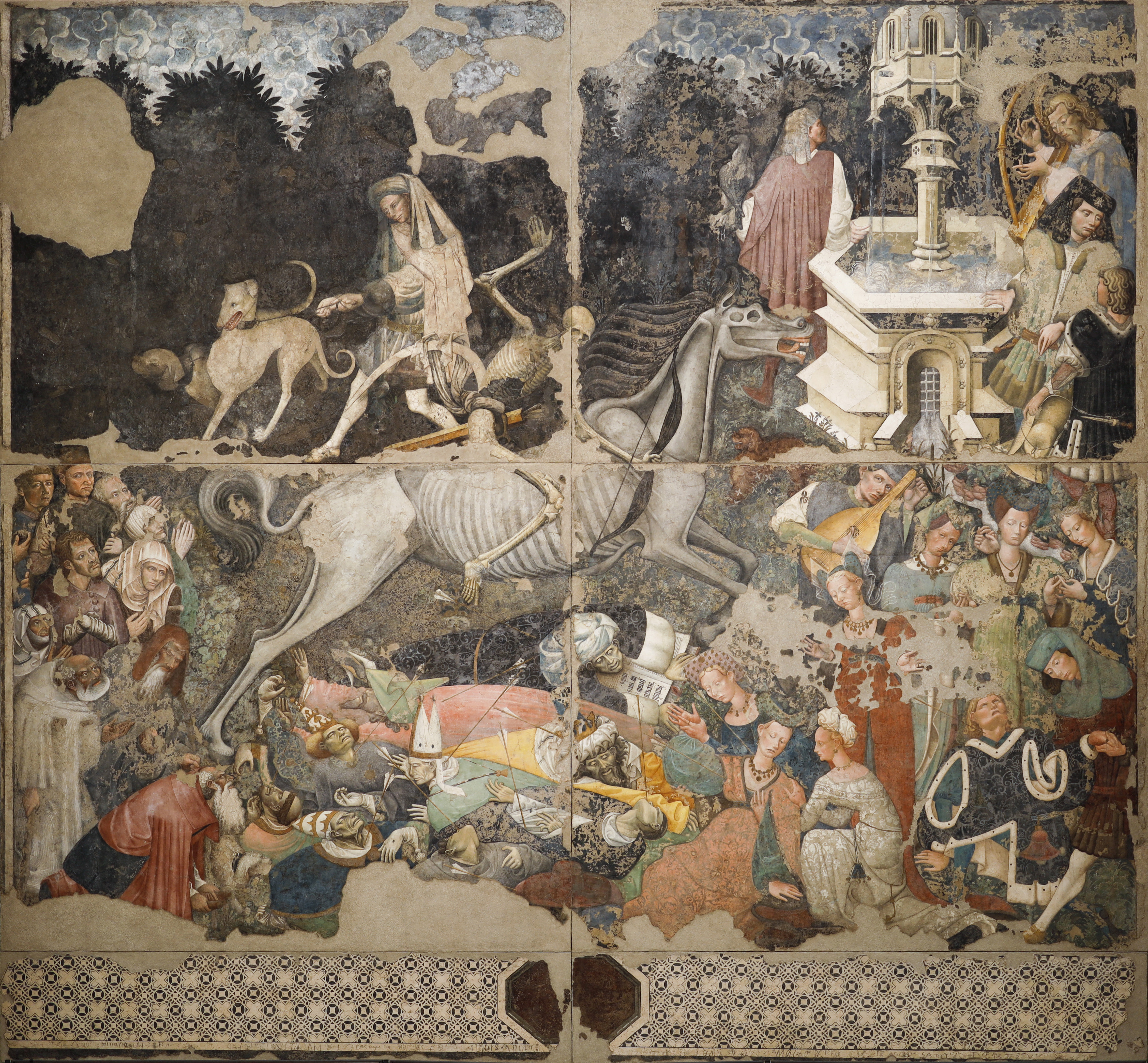
L'affresco danneggiato (parte centrale)

L'opera proviene dal cortile di palazzo Sclafani a Palermo e, per l'elevato livello artistico, senza precedenti nell'area, si pensa sia frutto di una diretta commissione reale, magari di un artista straniero, probabilmente catalano o provenzale, chiamato appositamente sull'isola. Probabilmente si trattò di una commissione da parte dei rettori dell'ospedale.
Il tema del trionfo della Morte si era già diffuso nel Trecento, ma qui viene rappresentato con una particolare insistenza ossessiva sui temi macabri e grotteschi di crudele espressività, una caratteristica rara in Italia che ha fatto pensare alla mano di un maestro transalpino. Tra i nomi proposti c'è quello del borgognone Guillaume Spicre.
L'affresco venne strappato in quattro parti per essere conservato nella Galleria Regionale di Palazzo Abatellis e attualmente si trova nell'ex-cappella dello stesso, su un'alta parete visibile anche da un ballatoio interno sopraelevato. Sebbene l'opera fosse in uno stato di conservazione molto buono, nel corso del XX secolo la pellicola pittorica si è gradualmente staccata dai punti più vicini al bordo dello strappo, compromettendo gravemente l'integrità della scena.

## Descrizione e stile
L'affresco è composto come una gigantesca pagina miniata: in un lussureggiante giardino incantato, adorno di una fontana e bordato da una siepe, dove la gente giovane e ricca si diverte con cacce e balli, irrompe la Morte su uno spettrale cavallo scheletrito. Essa inizia a lanciare con l'arco frecce letali che colpiscono personaggi di tutte le fasce sociali, uccidendoli. Il cavallo, di prorompente vitalità, occupa il centro della scena, con le sue costole e la macabra anatomia della testa scarnificata, che mostra denti e lingua. La Morte è raffigurata efficacemente nell'attimo in cui ha appena scoccato una freccia, che è andata a colpire il collo di una giovane nell'angolo destro in basso; essa ha legata sul fianco la falce e reca con sé una faretra, suoi attributi iconografici tipici.
A destra si trova il gruppo degli aristocratici, completamente sorpresi dall'avvenimento, che quasi imperterriti continuano le loro attività, tranne i personaggi immediatamente più vicini ai cadaveri. Vi si riconoscono diversi cacciatori, musici, dame riccamente abbigliate e cavalieri vestiti di pellicce, come quelli che chiacchierano amabilmente ai bordi della fontana, simbolo di vita e di giovinezza. Qui e più in alto, a sinistra, si trovano due richiami a uno degli svaghi più amati dall'aristocrazia, la caccia, con un uomo che tiene un falcone sul braccio e un altro che regge al guinzaglio due cani da caccia trepidanti, tra i quali il levriero disegna una linea sinuosa col corpo sull'attenti. Nonostante la ricchezza e la complessità del soggetto, la scena è composta in maniera unitaria, grazie a un'efficace stilizzazione lineare e alle pennellate corpose che riescono a trasmettere la consistenza materica del colore.
Sotto il corpo del cavallo della Morte giacciono i potenti, tra cui il Papa, l'imperatore e un gruppo di morti.
A sinistra invece si trova il gruppo dei vecchi, dei malati, dei mutilati, delle vedove e dei poveri, che desiderando la cessazione delle loro sofferenze, invocano inutilmente la Morte, che li ignora.

## Riferimenti nella cultura
- Si pensa che quest'opera sia valsa da ispirazione per la realizzazione della Guernica di Picasso.[3]
- Nel film Palermo Shooting di Wim Wenders il quadro viene ripreso spesso ed è una parte importante su cui si sviluppa la trama (di fantasia).
- L'immagine è presente all'interno della custodia in cartonato dell'album Egomostro di Colapesce.
- Si ritiene che l'opera abbia dato ispirazione al pittore fiammingo Pietr Bruegel per il suo Trionfo della Morte, dopo la visita del pittore a Palermo avvenuta nel 1552 circa.
- Il dipinto viene citato nel libro Rinascimento privato, scritto da Maria Bellonci nel 1985.
- Al trionfo della morte è ispirato il cortometraggio “Che cos’è la notte” interpretato da Iaia Forte e scritto e diretto da Marco Savatteri, girato al Palazzo Abatellis per Art rethinks trasformation 2020.[4]
- Nel numero 284 del fumetto mensile di Dylan Dog, viene mostrata l'opera all'interno di un libro d'arte, facendo anche accenno al fatto che Palazzo Sclafani, dove era originariamente ubicato l'affresco, divenne un ospedale.